# Ievhen Semaka
Ievhen Semaka (în ucraineană Євген Семака; n. 1863, Bucovina – d. 1913) a fost un preot ortodox și activist cultural ucrainean din Bucovina. El era fratele lui Ivan și Ilia Semaka.
A fost catihet (profesor de religie) la Școala ucraineană din Cernăuți, fiind autor al mai multor manuale de religie pentru școlile elementare și gimnaziale. A scris cartea Istoria ilustrată a societății "Ruska Besida" din Cernăuți (1869-1909), a fost coeditor al ziarului Ruska Rada (1898-1905) și a publicat cărți pentru bibliotecile școlare în colecția „Rândunica” (1894-1896) etc.
A făcut parte din Consistoriu, susținând în această calitate drepturile Bisericii Ortodoxe Ucrainene din Bucovina.